# Орден Зірки Індії
Орден Зірки Індії (англ. Order of the Star of India) або Найвищий Орден Зірки Індії (англ. The Most Exalted Order of the Star of India) — лицарський орден, започаткований королевою Вікторією 25 червня 1861, що включав членів трьох ступенів:
- Лицар Великий Командор Knight Grand Commander (GCSI)
- Лицар Командор Knight Commander (KCSI)
- Кавалер Companion (CSI)

Орден припинив своє існування з 1947 року із проголошенням незалежності Індії. Орден було зображено на прапорі Віцекоролівства Індія.